# Colin Mackerras

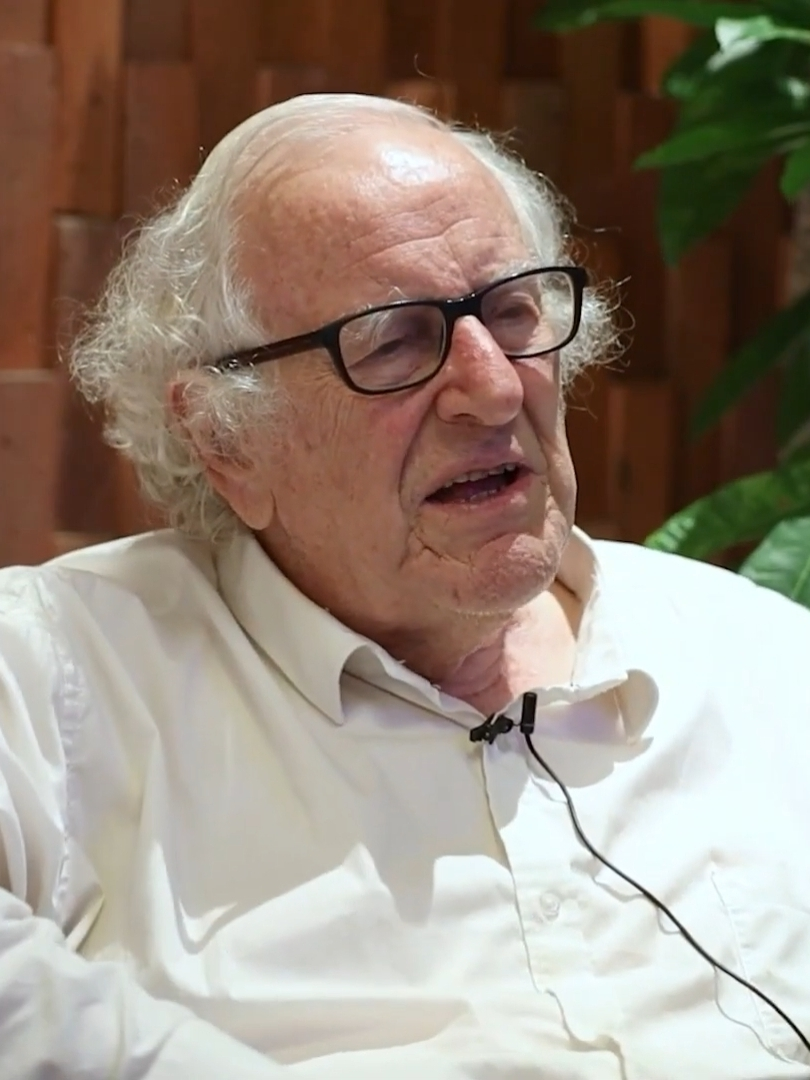
Colin Mackerras

Colin Mackerras AO (* 1939 in Sydney) ist ein australischer Sinologe und Spezialist für chinesische Kultur – vor allem Drama –, die nationalen Minderheiten Chinas, australisch-chinesische Beziehungen und Chinabilder im Westen.

## Biografie
Colin Mackerras wurde katholisch erzogen, studierte an der Universität Cambridge, kam 1964 mit seiner Frau erstmals in die Volksrepublik China und unterrichtete bis 1966 am Fremdspracheninstitut (heute Pekinger Fremdsprachenuniversität) in Peking. In dieser Zeit kam sein ältester Sohn zur Welt und sie erlebten den Beginn der Kulturrevolution in der Stadt.
1970 erwarb er den PhD-Titel an der Abteilung für Fernöstliche Geschichte der Australian National University. Colin Mackerras ist Professor emeritus der Griffith University in Brisbane (Queensland). Der Dirigent Charles Mackerras ist einer seiner Brüder.
Für seine Verdienste um die Asienwissenschaften und die internationalen Beziehungen, insbesondere auf dem Gebiet der chinesischen Gesellschaft, Kultur und Sprache wurde er 2007 zum Officer des Order of Australia ernannt.

## Werke (Auswahl)
als Autor
- China's ethnic minorities and globalisation. Routledge-Curzon, New York 2003, ISBN 0-415-30901-8.
- The new Cambridge handbook of contemporary China. Cambridge University Press, Cambridge, Mass. 2001, ISBN 0-521-78674-6.
- Western images of China. 2. Aufl. Oxford University Press, Oxford 1999, ISBN 0-19-590738-8.
- China in transformation, 1900–1949. Longman, London 1998, ISBN 0-582-31209-4.
- Peking opera. Oxford University Press, Oxford 1997, ISBN 0-19-587729-2.
- China's minority cultures. Identities and integration since 1912. St. Martin's Press, New York 1995, ISBN 0-582-80671-2.
- China's minorities. Integration and modernization in the twentieth century. Oxford University Press, Oxford 1994, ISBN 0-19-585988-X.
- Chinese drama. A historical survey. New World Press, Peking 1990, ISBN 7-80005-096-3.
- Chinese society since Mao. Religion and family. Aquinas Library, Brisbane 1984, ISBN 0-9591223-1-1.
- Chinese theater. From its origins to the present day. University of Hawai'i Press, Honolulu 1983, ISBN 0-8248-0813-4.
- Modern China. A chronology from 1842 to the present. Thames & Hudson, London 1982, ISBN 0-7167-1411-6.
- The performing arts in contemporary China. Routledge & Kegan Paul, London 1981, ISBN 0-7100-0778-7.
- The Chinese theatre in modern times. From 1840 to the present day. Thames & Hudson, London 1975, ISBN 0-500-90002-7.
- Amateur theatre in China 1949–1966. Australian National University Press, Canberra 1973.
- The rise of the Peking Opera, 1770–1870. Social aspects of the theatre in Manchu China. Clarendon Press, Oxford 1972.
- The Uighur Empire (744–840) according to the T'ang dynastic histories. Centre of Oriental Studies, Australian National University, Canberra 1968.
- China observed. Praeger, New York 1967 (zusammen mit Neale Hunter).

als Herausgeber
- Ethnicity in Asia. Routledge-Curzon, New York 2003, ISBN 0-415-25817-0.
- Eastern Asia. An introductory history. 3. Aufl. Longman, Melbourne 2000, ISBN 0-7339-0192-1.
- Sinophiles and sinophobes. Western views of China. Oxford University Press, Oxford 2000, ISBN 0-19-591892-4.
- China since 1978. Reform, modernisation, and „socialism with Chinese characteristics“. 2. Aufl. Addison-Wesley Longman, Melbourne 1998, ISBN 0-312-10252-6 (zusammen mit Pradeep Taneja und Graham Young).
- Culture and society in the Asia-Pacific. Routledge, New York 1998, ISBN 0-415-17277-2 (zusammen mit Richard Maidment).
- Dictionary of the politics of the People's Republic of China. Routledge, London 1998, ISBN 0-415-15450-2 (zusammen mit Donald H. McMillen und Andrew Watson).
- Australia and China. Partners in Asia. Macmillan Education Australia, Melbourne 1996, ISBN 0-7329-4186-5.
- East and Southeast Asia. A multidisciplinary survey. Lynne Rienner, BoulderCol. 1995, ISBN 1-55587-612-9.
- Imperialism, colonialism and nationalism in East Asia. History through documents. Longman, Melbourne 1994, ISBN 0-582-80165-6.
- Contemporary Vietnam. Perspectives from Australia. University of Wollongong Press, North Wollongong 1988, ISBN 0-947127-01-1 (zusammen mit Robert Cribb und Allan Healy).
- Drama in the People's Republic of China. State University of New York Press, Albany, N.Y. 1987, ISBN 0-88706-389-6 (zusammen mit Constantine Tung).
- From fear to friendship. Australia's policies towards the People's Republic of China, 1966–1982. University of Queensland Press, St. Lucia 1985, ISBN 0-7022-1738-7 (zusammen mit Edmund S. Fung).
- Marxism in Asia. Croom Helm, London 1985, ISBN 0-7099-1745-7 (zusammen mit Nick Knight).
- China. The impact of revolution; a survey of twentieth century China. Longman, Hawthorn 1976, ISBN 0-582-68669-5.